# Desa Manjung (administrativ by i Indonesien, Jawa Timur, lat -7,62, long 111,29)
Desa Manjung är en administrativ by i Indonesien.   Den ligger i provinsen Jawa Timur, i den västra delen av landet, 500 km öster om huvudstaden Jakarta.